# Roger Martin Fiedler
Roger Martin Fiedler, häufig Roger M. Fiedler, Pseudonym von Roger Martin Skrzipczyk (* 9. November 1961 in Castrop-Rauxel) ist ein deutscher Schriftsteller.

## Leben
Fiedler studierte Physik in München und schloss das Studium als Diplom-Physiker ab. Er arbeitete in verschiedenen Berufen: im Weinbau von Bordeaux, als Programmierer, Sekretär im Erzbischöflichen Jugendamt, in der Verpackungsindustrie, Messebauer in Basel, S-Bahn-Schaffner, Reiseleiter in Andalusien und als Physiker.
Zusammen mit Jörg Juretzka entwickelte Fiedler den E-Mail-Krimi Enzi@n ein Online-Experiment, das im Internet unter dem Titel krimimails folgenweise veröffentlicht wurde. Seit 1995 verfasst er Romane und Kurzgeschichten; sein Debütroman war Sushi, Ski und schwarze Sheriffs. Fiedler lebt in Asbach im Westerwald.

## Werke

### Igor »Gorja«Gorski-Trilogie
- 1997: Sushi, Ski und schwarze Sheriffs. Rotbuch, Hamburg, ISBN 978-3-88022-441-4
- 1998: Eisenschicht. Rotbuch, Hamburg, ISBN 978-3-88022-448-3
- 2000: Dreamin Elefantz’. Rotbuch, Hamburg, ISBN 978-3-434-54024-3

### Sonstige Kriminalromane
- 2001: Enzi@n (zusammen mit Jörg Juretzka). Book on Demand
- 2003: Pilzekrieg. Rotbuch, Hamburg, ISBN 978-3-434-54043-4
- 2004: Wanted. Ullstein, Berlin, ISBN 978-3-548-25895-9
- 2014: Extra trocken, schranktot – Vincent & Corelli 3. Instant Books, Hamburg, ISBN 978-3-646-80040-1 (auch als E-Book)
- 2014: Meer Bier. Instant Books, Hamburg, ISBN 978-3-646-80041-8 (auch als E-Book)

### Sonstige Romane
- 2017: Versehentlich gelöscht. Selbstverlag, Asbach/Westerwald, ISBN 978-1549757747
- 2017: Allöf wird gut. Selbstverlag, Asbach/Westerwald, ISBN 978-1549708923

### Kurzgeschichten, Anthologien, E-Books
- 1999: Handspiel in: Penthouse, Heft 6/99
- 2000: Rheingold in: Ingrid Noll (Hrsg.): Skrupellose Fische. Eichborn, Frankfurt/M., ISBN 978-3-8218-0791-1
- 2003: Barcelona Noschtschi in Thomas Przybilka und Roger M. Fiedler (Hrsg.): Udart na Syndikata. 100 % Krimi – Astra Komlas, ISBN 954-569-026-7 (bulgarisch)
- 2003: Bum-Bum Francisco in NeunTöter (Hrsg.): Polizeirevier Friedrichshorst. Militzke, Leipzig, ISBN 978-3-86189-506-0
- 2003: Wenn man liebt in Lisa Kuppler (Hrsg.): Passion criminelle. Europa, Hamburg/Wien, ISBN 978-3-203-79202-6
- 2005: Kleine Fische in H.P. Karr und Jürgen Alberts (Hrsg.): Hotel Terminus. Aufbau TB, Berlin, ISBN 978-3-7466-2113-5
- 2005: Der Stier an der Fischstäbchenmaschine
- 2005: Eine Schweizer Gute-Nacht-Geschichte in: Roger M. Fiedler (Hrsg.): Eine Schweizer Gute-Nacht-Geschichte. E-Book-Verlag „Tatort-Schreibtisch: Ausgezeichnet!“
- 2006: Seitenstiche oder die Sache mit den Fingernägeln in Roger M. Fiedler (Hrsg.): Blutgrätsche. Grafit, Dortmund, ISBN 978-3-89425-314-1
- 2006: Die letzte Wahrheit über die Soester Fehde in H.P. Karr, Herbert Knorr (Hrsg.): Mord am Hellweg 3. Grafit, Dortmund, ISBN 978-3-89425-325-7
- 2007: Der Millionenmann in Gabriele Keiser (Hrsg.): Todsicher kalkuliert. Rhein-Mosel-Verlag, Alf/Mosel, ISBN 978-3-89801-213-3
- 2007: Jiddischer Advent in Hanns-Peter Karr (Hrsg.): ?
- 2008: Ich frage mich, ob die Türkei bei der EM mitspielt in Sabina Naber (Hrsg.): Tödliche Elf. Echomedia, Wien, ISBN 978-3-901761-91-1
- 2009: In Ewigkeit Amen in Andreas Izquierdo & Angela Eßer (Hrsg.): München blutrot. Kölnisch-Preußische Lektoratsanstalt, Köln 2009, ISBN 978-3-940610-07-2
- 2009: Jodie Foster und die Garmischer Sau in Wolfgang Kemmer (Hrsg.): Endstation. Joker, Augsburg, ISBN 978-3-8289-9789-9
- 2010: Die Revanche für ’66 in Andreas Izquierdo und Wolfgang Kemmer (Hrsg.): WM blutrot. Kölnisch-Preußische Lektoratsanstalt, Köln 2010, ISBN  	978-3-940610-09-6
- 2011: Die kleine Pest von Wanne-Eickel in Hanns-Peter Karr (Hrsg.): Schicht im Schacht: Maloche, Macker und Moneten. KBV, Hillesheim, ISBN 978-3-942446-04-4
- 2012: Herren im Rahmen in Roger M. Fiedler (Hrsg.): Mörderisches vom Rothaarsteig. Grafit, Dortmund, ISBN 978-3-89425-400-1
- 2013: Chill Bill. Druckausgabe: Instant Books, Hamburg, ISBN 978-3-646-80008-1
- 2013: Zeigersprung in: Zügig ins Jenseits. Grafit, Dortmund, ISBN 978-3-89425-415-5
- 2014: ...vom feinsten (E-Book)
- 2014: Killshot-App in Online ins Jenseits. Grafit-Verlag (Hrsg.): Grafit, Dortmund, ISBN 978-3-89425-432-2
- 2015: Ein Mojn reicht in: Monika Buttler  und Jürgen Ehlers (Hrsg.): Tee mit Schuss. Leda, Leer, ISBN 978-3-934927-89-6
- 2015: Pecho aus Guacamole – Vincent & Corelli 4. Selbstverlag, Asbach/Westerwald, ISBN 978-1549760235
- 2016: Falsches Ende unter Pseudonym in Christina Bacher (Hrsg.): SOKO Marburg-Biedenkopf. KBV, Hillesheim, ISBN 978-3-95441-293-8
- 2017: #faceplant in Peter Godazgar (Hrsg.): Killing you softly. KBV, Hillesheim 2017, ISBN 978-3-95441-354-6
- 2017: Cabrones – Vincent & Corelli 5 (E-Book)
- 2017: Chill Bill – Vincent & Corelli. Selbstverlag, Asbach/Westerwald, ISBN 978-1549747878

## Auszeichnungen
- 1998: Deutscher Krimi Preis Platz 3 für Sushi, Ski und schwarze Sheriffs
- 2001: Marlowe – Kategorie: Bester Kriminalroman National für Dreamin’ Elefantz[4]
- 2011: „Das blutige Messer“ für Eine Schweizer Gute-Nacht-Geschichte.[5]

## Nachweise, Anmerkungen
1. ↑  vgl. Lexikon der deutschen Krimiautoren
2. ↑  vgl. Hp Das Syndikat
3. ↑  vgl. Perlentaucher – Das Kulturmagazin
4. ↑  Bericht im Lesemagazin
5. ↑  Mitteilung von Das Syndikat, keine weiteren Hinweise auf diese Auszeichnung aufgefunden

| Personendaten    | Personendaten                                           |
| ---------------- | ------------------------------------------------------- |
| NAME             | Fiedler, Roger Martin                                   |
| ALTERNATIVNAMEN  | Fiedler, Roger M.; Skrzipczyk, Roger Martin (Pseudonym) |
| KURZBESCHREIBUNG | deutscher Schriftsteller, Diplom-Physiker               |
| GEBURTSDATUM     | 9. November 1961                                        |
| GEBURTSORT       | Castrop-Rauxel                                          |